# Dětřichov, Svitavy
Dětřichov là một làng thuộc huyện Svitavy, vùng Pardubický, Cộng hòa Séc.